# Iwan Rudenko
Iwan Fiedosiejewicz Rudenko, ros. Иван Федосеевич Руденко (ur. 7 czerwca 1900 w Iszymie, zm. ?) – radziecki wojskowy (podpułkownik), dowódca batalionu zapasowego i jednocześnie szef oddziału operacyjnego sztabu 1 Dywizji Piechoty Sił Zbrojnych Komitetu Wyzwolenia Narodów Rosji pod koniec II wojny światowej.
W 1916 r. ukończył szkołę miejską w Iszymie. Od końca kwietnia 1920 r. służył w wojsku bolszewickim w 33 Zapasowym Pułku Strzeleckim jako kopista. We wrześniu 1922 r. ukończył omską szkołę piechoty, po czym kontynuował naukę w tomskiej szkole piechoty. Od jesieni 1923 r. dowodził plutonem karabinów maszynowych 87 Pułku Strzeleckiego. W październiku 1924 r. został zastępcą dowódcy, a następnie dowódcą kompanii pułku. Od maja 1926 r. był dowódcą kompanii 34 Omskiego Pułku Strzeleckiego. W 1930 r. objął funkcję zastępcy dowódcy batalionu 35 Tatarskiego Pułku Strzeleckiego. W grudniu 1931 r. został komendantem szkoły pułkowej 7 Kaukaskiego Pułku Strzeleckiego. Od marca 1933 r. dowodził batalionem pułku. Następnie został dowódcą-instruktorem grupy szkoleniowej centrum ćwiczebnego oficerów rezerwy przy dowództwie VII Okręgu Korpusu. Od 1935 r. pełnił taką samą funkcję w centrum ćwiczebnym XIV Okręgu Korpusu. Od wiosny 1936 r. wykładał taktykę w wieczorowym centrum ćwiczebnym XIV Okręgu Korpusu. W tym samym roku awansował do stopnia kapitana. W maju 1937 r. został wykładowcą taktyki na charkowskich kursach dowódców rezerwy. W 1939 r. został majorem. W połowie lutego 1940 r. objął dowództwo batalionu szkoleniowego. Od końca listopada tego roku był szefem sztabu 594 Pułku Strzeleckiego. Na początku grudnia awansował na podpułkownika. Na początku kwietnia 1941 r. został szefem sztabu 796 Pułku Strzeleckiego, zaś na początku lipca tego roku szefem sztabu 6 Pułku X Zapasowej Brygady Strzeleckiej. Od poł. sierpnia pełnił obowiązki dowódcy 696 Pułku 383 Dywizji Strzeleckiej.
Jesienią dostał się do niewoli niemieckiej. Osadzono go w obozie jenieckim na jednej z wysepek przy wybrzeżu Norwegii. Jesienią 1944 r. wstąpił do nowo tworzonych Sił Zbrojnych Komitetu Wyzwolenia Narodów Rosji. Od końca grudnia tego roku w stopniu podpułkownika dowodził batalionem zapasowym 1 Dywizji Sił Zbrojnych KONR. Przez pewien czas stał ponadto na czele oddziału operacyjnego sztabu dywizji. W połowie stycznia 1945 r. wyjechał do Sztabu Wojsk Wschodnich OKH w Berlinie w celu zorganizowania rekrutacji w obozach jenieckich dla czerwonoarmistów. Na początku lutego wraz z grupą oficerów Sił Zbrojnych KONR przybył do okupowanej Norwegii, aby zwerbować ochotników do nowo formowanej 2 Dywizji Sił Zbrojnych KONR. Na początku kwietnia 1945 r. powrócił do Niemiec, gdzie w składzie 1 Dywizji Sił Zbrojnych KONR przybył na front nad Odrą.
W połowie maja tego roku dostał się do niewoli amerykańskiej. W czerwcu Amerykanie przekazali go Sowietom. Po procesie skazano go na karę 10 lat łagrów. Dalsze jego losy są nieznane.